# Pello
Pello [ˈpɛlːɔ] (bis 1949 Turtola) ist eine Gemeinde im finnischen Teil Lapplands. Sie liegt am Mittellauf des Tornionjoki, der die Grenze zu Schweden bildet. Die Bevölkerung ist ausschließlich finnischsprachig. Auf schwedischer Seite liegt das gleichnamige Dorf Pello.
Neben dem namensgebenden Hauptort Pello gehören zur Gemeinde mehrere kleine Dörfer, die sich an den wenigen Straßen aufreihen. Südlich der Ortschaft Pello an der Straße nach Kemi liegen die Siedlungen Lehmivaara und Mämmilä, der vormalige Hauptort Turtola und das Dorf Juoksenki, das sich als südlichster Ort der Gemeinde genau auf Höhe des nördlichen Polarkreises befindet und früher zum heute schwedischen Juoksengi gehörte. Gegen Osten liegen die Siedlungen Saukkoriipi, Konttajärvi, Ruuhijärvi und Rattosjärvi (an der Straße Meltauksentie), sowie Lankojärvi, Sirkkakoski und Lampsijärvi. Nördlich des Zentrums liegen die Dörfer Orajärvi, Lempeä und Jarhois.

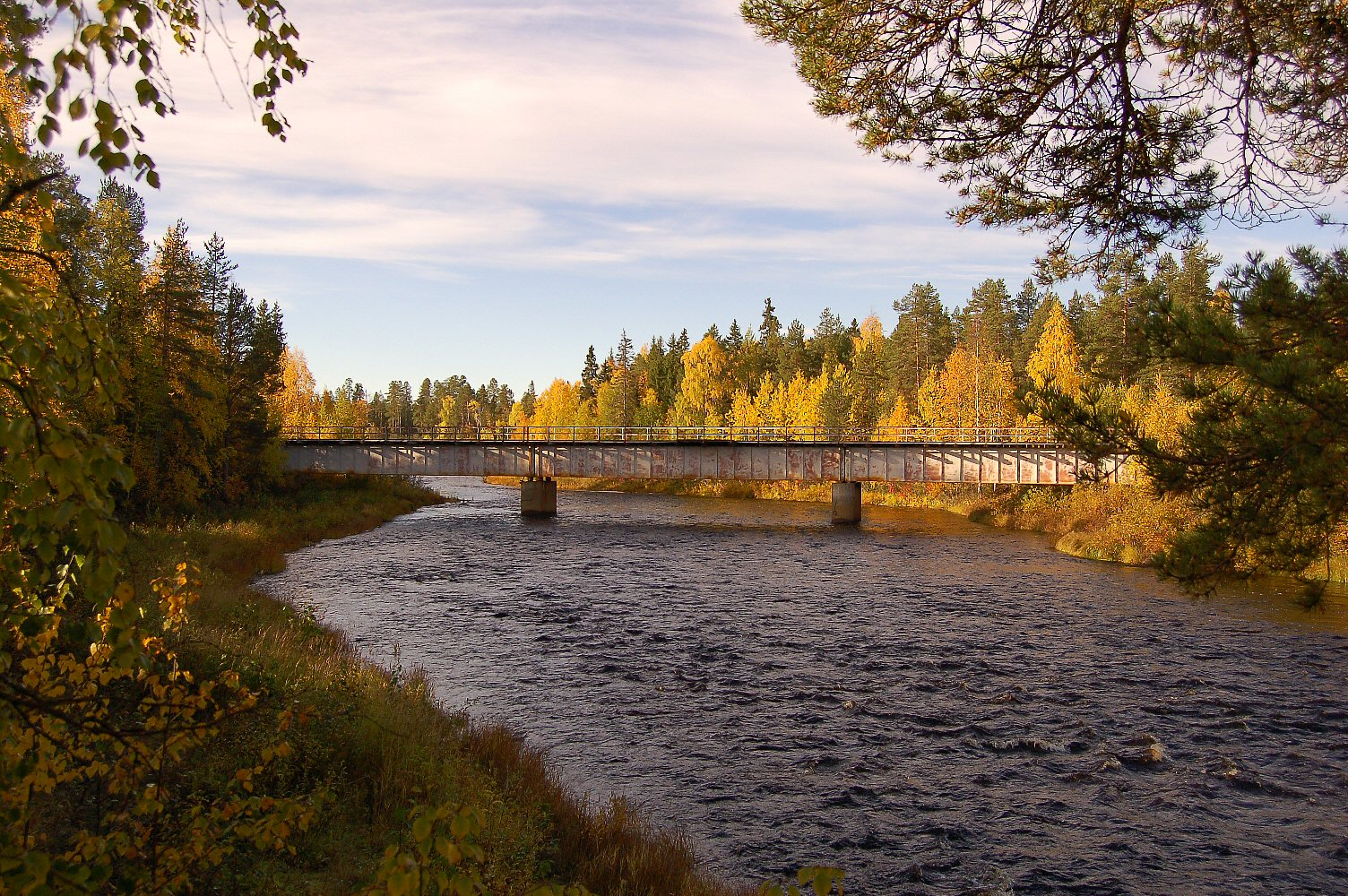
Eisenbahnbrücke über den Namijoki-Fluss
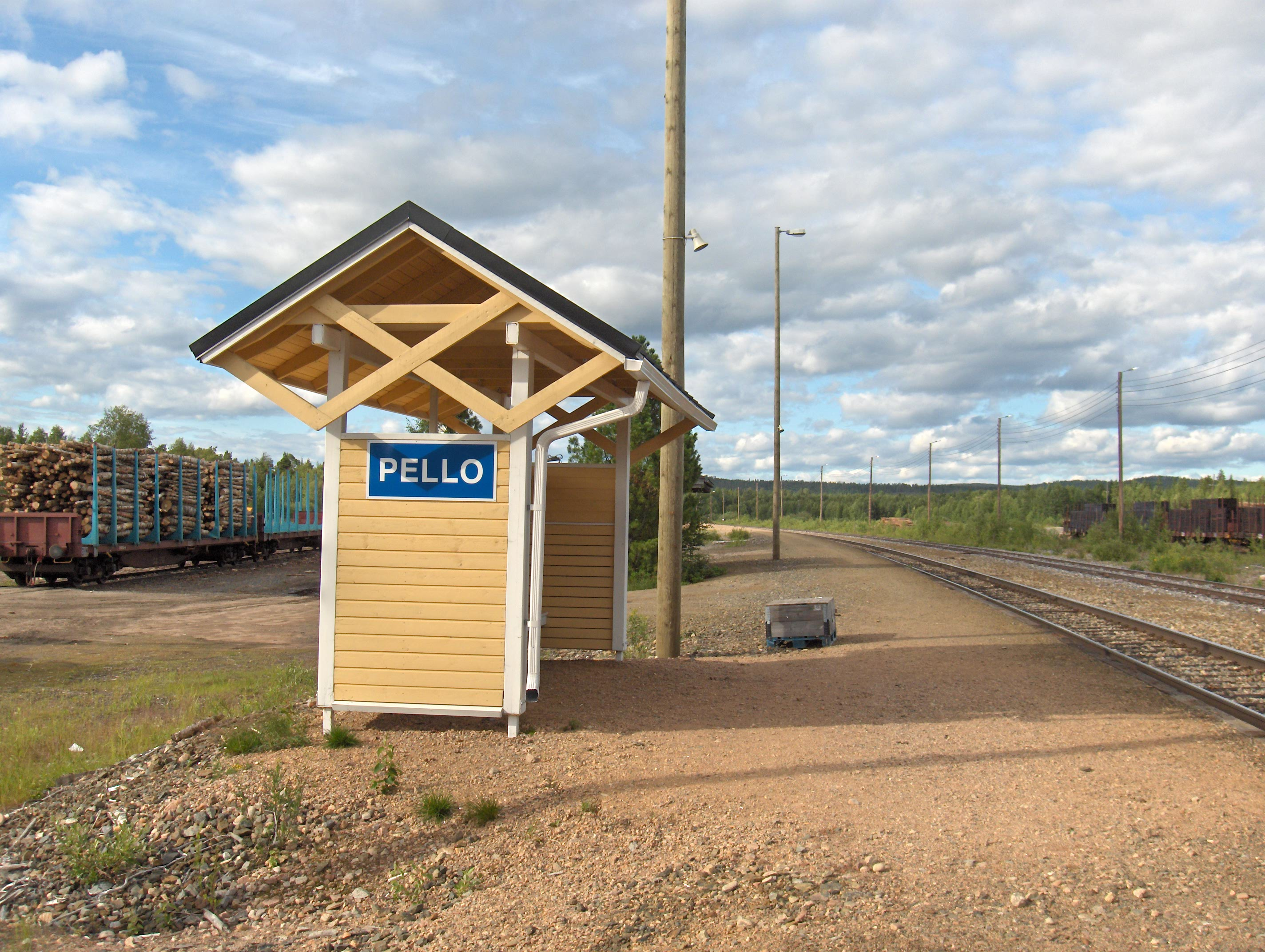
Bahnhof von Pello
Polarkreis-Raststätte Juoksenki

Die Europastraße 8 von Turku nach Tromsø überschreitet in Juoksenki den Polarkreis. Hier befindet sich eine Tankstelle, eine Raststätte und eine Herberge.

## Wappen
Beschreibung: In Blau  drei (1;2) sechszackige  silberne Sterne über silbernen Dreiberg.

## Politik
Wie allgemein in den ländlichen Gegenden Nordfinnlands ist auch in Pello die Zentrumspartei die stärkste politische Kraft. Bei der Kommunalwahl 2008 erhielt sie genau die Hälfte der Stimmen und verfügt im Gemeinderat, der höchsten Entscheidungsinstanz bei lokalen Angelegenheiten, mit 15 von 27 Sitzen über eine absolute Mehrheit. Zweitstärkste Kraft ist das Linksbündnis, das wie allgemein in Lappland überproportional stark vertreten ist. Es konnte fast ein Viertel der Stimmen auf sich vereinen und hat sechs Sitze im Gemeinderat inne. Die Sozialdemokraten erreichten 16,4 % und vier Mandate, während die konservative Nationale Sammlungspartei, obgleich landesweit zu den drei großen Parteien gehörend, in Pello mit einem einstelligen Wahlergebnis und zwei Abgeordneten kaum eine Rolle spielt.
| Partei                    | Wahlergebnis 2008 | Sitze |
| ------------------------- | ----------------- | ----- |
| Zentrumspartei            | 50 %              | 15    |
| Linksbündnis              | 23,4 %            | 6     |
| Sozialdemokraten          | 16,4 %            | 4     |
| Nationale Sammlungspartei | 7 %               | 2     |

## Söhne und Töchter
- Kaarlo Castrén (1860–1938), Bankfachmann und Politiker
- Eero Mäntyranta (1937–2013), Skilangläufer
- Paavo Lipponen (* 1941), Politiker